# بوبكر بن بوزيد السلاوي
الباشا أبو بكر بن أبي زيد السلاوي أي سي بوبكر بن بوزيد كان باشا على مدينة الدار البيضاء المغربية وممثل المخزن حين القصف الفرنسي للمدينة 5-7 أغسطس 1907.
كان أصلا من مدينة سلا.
اعتقل واحتجز على متن سفينة فرنسية.
نقلته القوات الفرنسية إلى مدينة الجزائر التي كانت تحتلها آنذاك.
فاوض محمد الطوريس مع السلطات الفرنسية وأطلق سراحه.
عاد لمدينة سلا وعاش متصوفا في زاوية هناك حتى وفاته. دفن في سلا.